# 芬鞏
芬鞏（Fingon），是英國作家約翰·羅納德·鲁埃爾·托爾金（J.R.R. Tolkien）的史詩式奇幻小說《精靈寶鑽》中的虛構人物。
他是流亡諾多族（Noldor）的第四任最高君王。最終芬鞏在尼南斯·阿農迪亞德戰役（Nírnaeth Arnoediad）中被炎魔之王勾斯魔格（Gothmog）所殺。

## 名字語源
芬鞏一名屬於辛達林語，原本的昆雅語名字是芬達卡諾（Findekáno），意思有兩種解釋：第一是解作「技藝高超的英雄」skilled hero，另外則可拆解作「頭髮」Finde與「將軍」kano。這名字也有很可能是呼應他祖父芬威（Finwë）的名字。
芬鞏也被稱為「英勇的」the Valiant，可能得自他過人的勇氣和高超的戰技。

## 總覽
芬鞏是諾多族精靈，為芬威次子芬國昐（Fingolfin）之長子，他的母親是阿納爾瑞（Anairë）。特剛（Turgon）和亞岡（Argon）都是他弟弟，雅瑞希爾（Aredhel）是他的妹妹。
他最好的朋友是費諾（Fëanor）的長子梅斯羅斯（Maedhros），另外他亦與費納芬（Finarfin）之子安格羅德（Angrod）及艾格諾爾（Aegnor）關係很好，費納芬之子均願意在前往中土的決定上與芬鞏共同進退。
芬鞏同時亦是一位勇猛無比的精靈，敢於率軍攻擊格勞龍（Glaurung），並在第五戰役裡單挑兩頭炎魔。另外他孤軍深入安戈洛墜姆（Thangorodrim）拯救被囚的梅斯羅斯也是廣為傳頌的事蹟，為此費諾家族與芬國昐家族冰釋前嫌。
除了出場於《精靈寶鑽》外，芬鞏也在托爾金早期創作的長詩《麗西安之歌》（Lay of Leithian）與《胡林的子女》（Narn i Chîn Húrin）出場。《麗西安之歌》收錄於《中土世界的歷史》第三部《貝爾蘭的歌謠》（The Lays of Beleriand），《胡林的子女》則收錄於《貝爾蘭的歌謠》裡（長詩，較早版本），故事版本則出現於《未完成的故事》和《胡林的子女》。

## 生平

### 前進貝爾蘭及以前
芬鞏生於雙樹紀的提理安（Tirion）。在黑暗籠罩維林諾（Valinor）後，費諾向一眾諾多族子民發表演說，鼓動他們返回中土大陸，向魔苟斯復仇，建立自己的王國。芬鞏雖然是芬國昐之子，素來不喜費諾，但亦被對方一番話說動了。故此芬鞏十分熱切於前進貝爾蘭（Beleriand），作為前鋒統領芬國昐的子民。芬鞏參與了澳闊隆迪（Alqualondë）的親族殘殺，儘管他不清楚原來是費諾先行挑起衝突。

### 在貝爾蘭
在羅斯加爾（Losgar）的燒船後，芬鞏與一眾子民渡過艱苦的路程，終於踏上中土大陸。他不知梅斯羅斯在燒船一事並未背叛自己，但他依然想念與梅斯羅斯的友誼，因此獨自一人前往安戈洛墜姆。到芬鞏找到對方時卻發現根本無法攀上去拯救梅斯羅斯，梅斯羅斯求芬鞏一箭殺死他，芬鞏感到絕望，向曼威（Manwë）祈求。巨鷹之王索隆多（Thorondor）突然出現，承載芬鞏飛上了峭壁，斬斷了梅斯羅斯的右手，救出了梅斯羅斯。
芬鞏的所作所為贏得極大名望，費諾和芬國昐兩家的恨惡得以化解。梅斯羅斯為燒船一事乞求原諒，並放棄諾多族最高君王王位，於是芬國昐即位成諾多族最高君王。芬國昐的家族統治希斯隆（Hithlum），其中轄下的多爾露明（Dor-lómin）交由芬鞏統治，直至那裡被芬國昐封給哈多族（House of Hador）作領地為止。
在安格班之圍（Siege of Angband）期間，芬鞏帶領大隊弓騎兵擊退格勞龍，並全殲一支由北方轉軍侵略西希斯隆的半獸人部隊。班戈拉赫戰役（Dagor Bragollach）中，芬國昐殞落，芬鞏即位為諾多族第四任最高君王，此戰中希斯隆經過苦戰才死守得住。七年後，魔苟斯再度遣兵兩路夾擊希斯隆，芬鞏率軍在希斯隆的平原上與敵軍大戰。芬鞏軍因為人少而節節敗退，瑟丹（Círdan）及時統領法拉斯（Falas）的精靈來援，終戰勝敵軍。

### 第五戰役及陣亡
尼南斯·阿農迪亞德戰役前，梅斯羅斯開始組織一眾精靈國度聯手抵擋魔苟斯，芬鞏響應了他好友的號召。聯盟中不欲幫助費諾諸子的精靈戰士都紛紛投到芬鞏旗下，如葛溫多（Gwindor）、畢烈格（Beleg）及梅博隆（Mablung）。芬鞏為聯盟西線的指揮，在葛溫多出擊後他統領全軍進攻安格班（Angband），卻被對方埋伏的守軍重創。西線精靈在安佛格利斯（Anfauglith）上節節敗退，他們血戰了五日後被敵軍圍困住。特剛率兵來援，暫時解圍，同時東線費諾諸子的部隊亦發起攻勢，魔苟斯傾盡全力出動所有兵力，戰況一度逆轉至有利精靈。
然而正在戰事白熱化一刻，烏番格（Ulfang）的子民變節了，開始攻擊費諾眾子（Sons of Fëanor），引起東線部隊的混亂，終使梅斯羅斯的軍隊潰散。芬鞏軍繼而受到不間斷的攻擊，敵軍兵力三倍多於西線部隊的殘餘戰士，而且炎魔之王勾斯魔格也接手指揮。他隔絕了芬鞏與特剛，將特剛部逼向西瑞赫沼澤（Fen of Serech），然後全力圍攻芬鞏部。芬鞏迎戰勾斯魔格，最後另一隻炎魔趕來夹擊他，芬鞏被對方的火鞭困住，被勾斯魔格揮斧斬殺在戰場上。
他的弟弟特剛在戰場上即位為諾多族第五任最高君王，然後立即從戰場中撤出，退入他的隱藏王國貢多林（Gondolin）。

## 早期的版本中
在《精靈寶鑽》中，吉爾加拉德（Gil-galad）是芬鞏之子，在第四戰役後被送到法拉斯港口（Havens of Falas）。這是克里斯多福·托爾金（Christopher Tolkien）的編輯錯誤，因為芬鞏沒有述說自己有妻有子，另外小托爾金在《中土世界的民族》中澄清，吉爾加拉德該是歐洛隹斯之子、安格羅德之孫。

## 資料來源
1. ↑  《精靈寶鑽》 2002年 聯經初版翻譯 第五章《艾爾達瑪與艾爾達的王子們》
2. ↑  《精靈寶鑽》 2002年 聯經初版翻譯 附錄三《昆雅語和辛達語名詞的組成要素》
3. 1 2 3 4  《中土世界的歷史》 vol.12《中土世界的民族》"The Shibboleth of Feanor"
4. ↑  《精靈寶鑽》 2002年 聯經初版翻譯 索引317：「芬國昐的長子，別號是『英勇的』...」
5. ↑  《精靈寶鑽》 2002年 聯經初版翻譯 第十三章《諾多族返回中土大陸》
6. 1 2  《精靈寶鑽》 2002年 聯經初版翻譯 第九章《諾多精靈的逃亡》
7. ↑  《精靈寶鑽》 2002年 聯經初版翻譯 第十四章《貝爾蘭及其疆域》
8. 1 2  《精靈寶鑽》 2002年 聯經初版翻譯 第二十章《第五戰役－尼南斯·阿農迪亞德戰役》
9. ↑  《精靈寶鑽》 2002年 聯經初版翻譯 第十八章《貝爾蘭的毀滅與芬國昐的殞落》

| 前任： 芬國昐 | 諾多族最高君王 | 繼任： 特剛 |